# Лорика
Ло́рика (лат. lorica, [loːˈriːka]) — в Древнем Риме название доспеха (нагрудника для защиты груди от стрел и копий), покрывающего торс воина. В более широком смысле — любое средство защиты, например, изгородь или стена.

## Значения слова
Латинское название нательных доспехов лат. loricae восходит к слову лат. lorum «ремень», так как изначально они делались из кожи.
С распространением латыни в качестве богослужебного языка западного христианства название «лорика» закрепилось также за видом христианского гимна, призванного защитить верующего.

## Доспех
Разновидности:
- Лорика хамата — кольчужный доспех с наплечниками.
- Лорика сегментата — доспех из ламинарных пластин удлинённой формы, идущих поперёк тела.
- Лорика плюмата — чешуйчатый доспех с пластинками в форме птичьих перьев, нашитыми поверх кольчуги.
- Лорика сквамата — чешуйчатый доспех с пластинками в форме рыбьих чешуек, нашитыми поверх тканевой основы.
- Лорика серта — чешуйчатый доспех без кольчужной основы.
- Лорика линтеа — кожаный доспех.
- Лорика мускулата